# Championnat de Syrie de football 2018-2019
Navigation
Saison précédente Saison suivante
La saison 2018-2019 du Championnat de Syrie de football est la quarante-huitième édition du championnat de première division en Syrie. Les quatorze meilleurs clubs du pays sont regroupés au sein d'une poule unique où ils s'affrontent deux fois au cours de la saison, à domicile et à l'extérieur. En fin de saison, les deux derniers du classement sont relégués et remplacés par les meilleures équipes de deuxième division.
Le tenant du titre, Al Jaish Damas, remporte son cinquième titre consécutivement et son dix-septième au total.

## Les clubs participants
- Al-Karamah SC
- Al Ittihad Alep
- Hutteen SC
- Al Taliya Hama
- Al Wahda Club
- Al-Nwa'ir
- Tishreen SC
- Al Majd Damas
- Al Shorta Damas
- Al-Sahel SC  - promu de D2
- Al Wathba Homs
- Al Jaish Damas
- Jableh SC - promu de D2
- Al-Herafyeen SC

## Compétition
Le barème utilisé pour établir les différents classement est le suivant :
- Victoire : 3 points
- Match nul : 1 point
- Défaite : 0 point

### Classement
| Rang | Équipe           | Pts | J  | G  | N  | P  | Bp | Bc | Diff |
| ---- | ---------------- | --- | -- | -- | -- | -- | -- | -- | ---- |
| 1    | Al Jaish DamasT  | 54  | 26 | 16 | 6  | 4  | 57 | 17 | +40  |
| 2    | Tishreen SC      | 53  | 26 | 15 | 8  | 3  | 31 | 14 | +17  |
| 3    | Al Wahda Club    | 49  | 26 | 13 | 10 | 3  | 30 | 13 | +17  |
| 4    | Al Ittihad Alep  | 42  | 26 | 11 | 9  | 6  | 31 | 25 | +6   |
| 5    | Al Wathba Homs C | 39  | 26 | 9  | 12 | 5  | 39 | 25 | +14  |
| 6    | Al Taliya Hama   | 39  | 26 | 10 | 9  | 7  | 27 | 25 | +2   |
| 7    | Hutteen SC       | 34  | 26 | 8  | 10 | 8  | 23 | 24 | -1   |
| 8    | Al-Karamah SC    | 32  | 26 | 9  | 5  | 12 | 30 | 36 | -6   |
| 9    | Al Shorta Damas  | 31  | 26 | 7  | 10 | 9  | 24 | 26 | -2   |
| 10   | Al-Sahel SC P    | 30  | 26 | 7  | 9  | 10 | 22 | 30 | -8   |
| 11   | Al-Nwa'ir        | 27  | 26 | 7  | 6  | 13 | 27 | 39 | -12  |
| 12   | Jableh SCP       | 26  | 26 | 6  | 8  | 12 | 27 | 32 | -5   |
| 13   | Al Majd Damas    | 22  | 26 | 4  | 10 | 12 | 22 | 37 | -15  |
| 14   | Al-Herafyeen SC  | 11  | 26 | 3  | 2  | 21 | 16 | 58 | -42  |

|  | Qualification pour la Ligue des champions de l'AFC 2020                               |
|  | Qualification pour la Coupe de l'AFC 2020                                             |
|  | Relégation en deuxième division                                                       |
|  | T : Tenant du titre C : Vainqueur de la Coupe de Syrie P : Promu de deuxième division |

- source sur Goalzz.com
- Si le champion ne se qualifie pas pour la phase de poule de la Ligue des champions de l'AFC 2020, il est reversé en Coupe de l'AFC 2020.
- Si le champion se qualifie pour la phase de poule de la Ligue des champions de l'AFC 2020, le vice-champion dispute la Coupe de l'AFC 2020.

## Bilan de la saison
| Championnat de Syrie de football 2018-2019 |                            |
| Champion                                   | Al Jaish Damas (17e titre) |
| Coupes et trophées                         |                            |
| Vainqueur de la Coupe de Syrie 2018-2019   | Al Wathba Homs             |
| Qualifications continentales               |                            |
| Ligue des champions de l'AFC 2020          | Al Jaish Damas             |
| Coupe de l'AFC 2020                        | Al Wathba Homs             |
| Promotions et relégations                  |                            |
| Promus en Syrian League                    | Al Futuwa Deir ez-Zor      |
| Promus en Syrian League                    | Al-Jazira                  |
| Relégués en 1st Division                   | Al Majd Damas              |
| Relégués en 1st Division                   | Al-Herafyeen SC            |